# Viszajan-szigeteki barkósfakusz
A Viszajan-szigeteki barkósfakusz (Rhabdornis rabori) a madarak osztályának verébalakúak (Passeriformes) rendjébe és a seregélyfélék (Sturnidae) családjába tartozó faj.

## Rendszerezése
A fajt Austin L. Rand kanadai zoológus írta le 1950-ben, a barnafejű barkósfakusz (Rhabdornis inornatus) alfajaként Rhabdornis inornatus rabori néven. 2004-ig a barkósfakuszfélék (Rhabdornithidae) családjába tartozó faj volt.

## Előfordulása
A Fülöp-szigetekhez tartozó Viszajan-szigetek két szigetén, Negros és Panay területén honos. Természetes élőhelyei a szubtrópusi vagy trópusi síkvidéki esőerdők. Állandó, nem vonuló faj.

## Természetvédelmi helyzete
Az elterjedési területe kicsi, egyedszáma 2500-9999 példány közötti és csökken. A Természetvédelmi Világszövetség Vörös listáján sebezhető fajként szerepel.